# Wolfgang Fratzscher

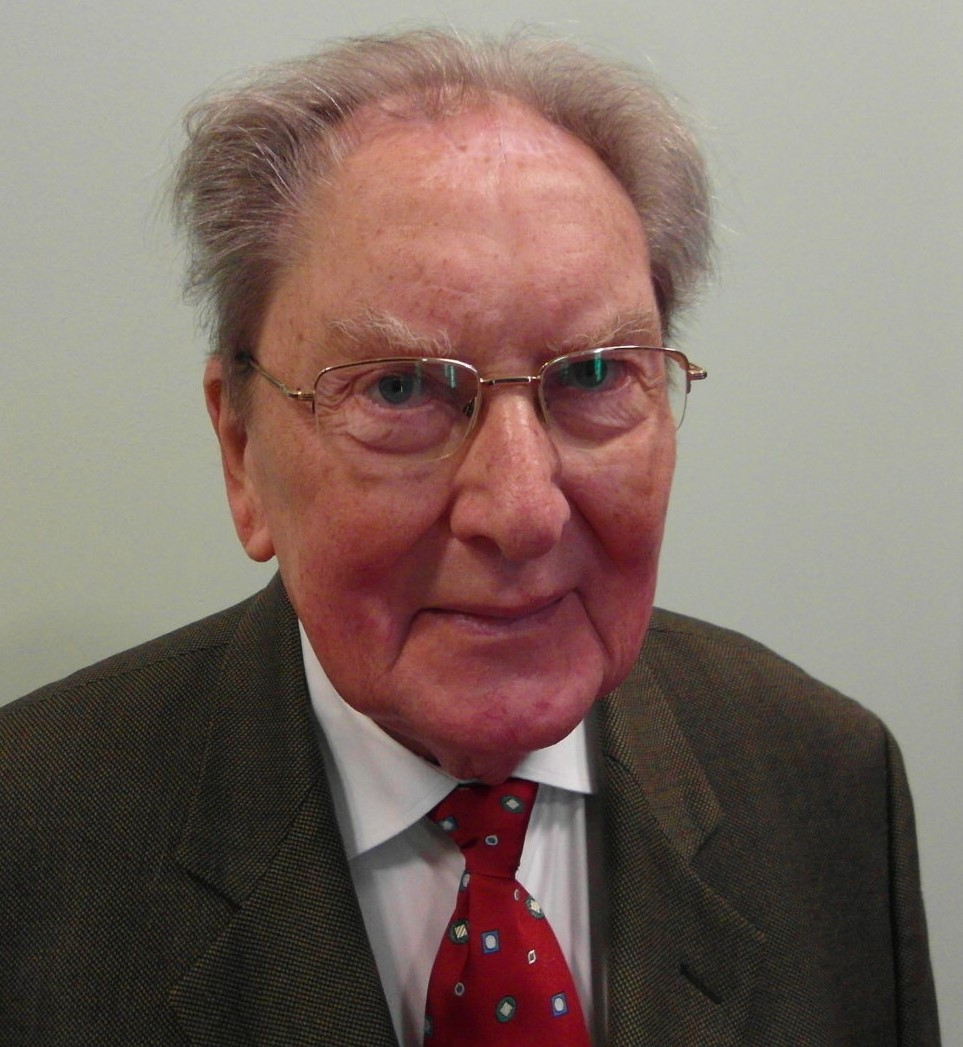
Wolfgang Fratzscher (2014)

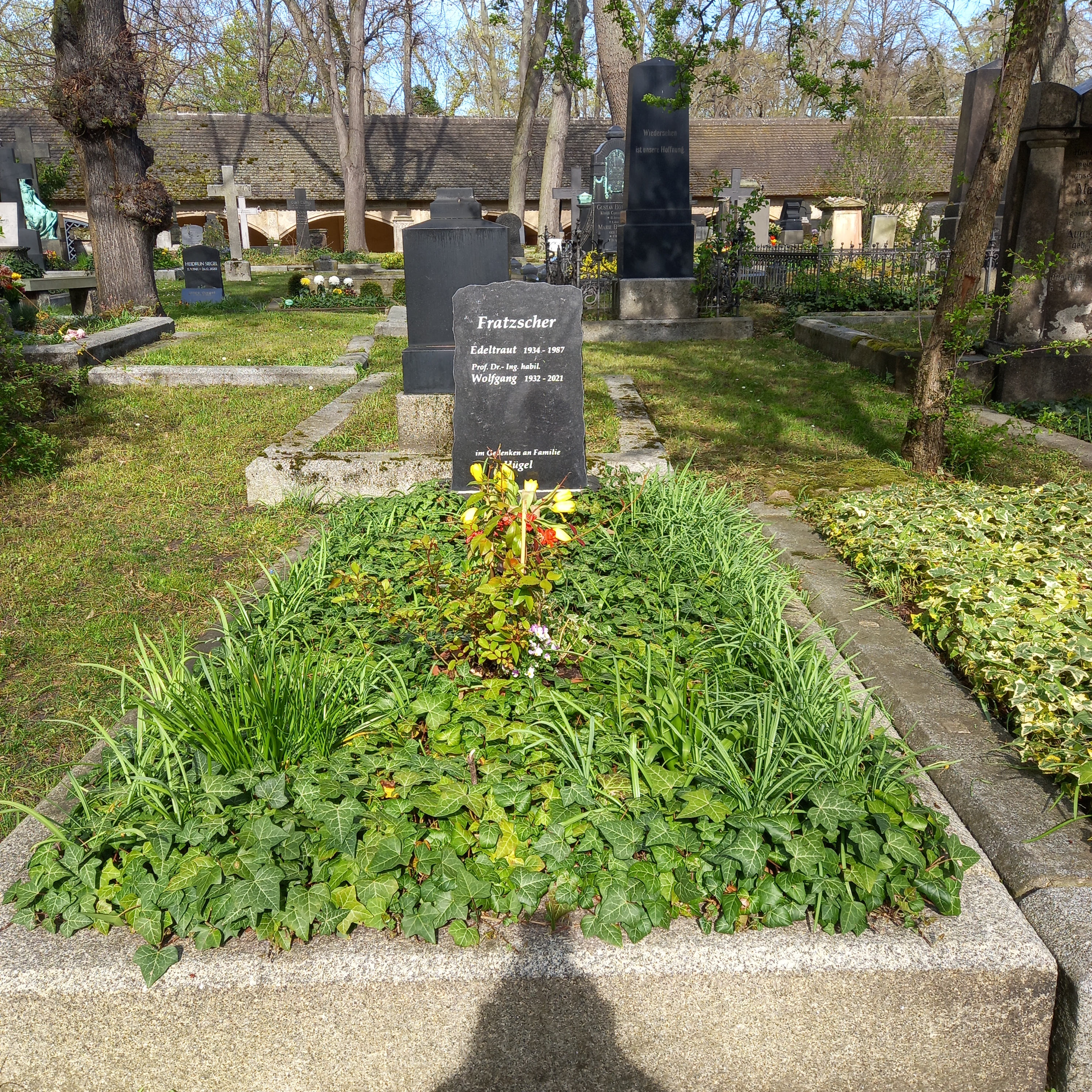
Das Grab von Wolfgang Fratzscher und seiner Ehefrau Edeltraut geborene Kalms auf dem Stadtgottesacker in Halle

Wolfgang Fratzscher (* 11. Juni 1932 in Leipzig; † 29. Januar 2021) war ein deutscher Ingenieur und Professor. Er gehörte zu den Pionieren der Verfahrenstechnik für stoffwandelnde Prozesse und war Mitbegründer der Ausbildung von Diplom-Ingenieuren auf der Grundlage einer eigenständigen Grundstudienrichtung Verfahrensingenieurwesen in Deutschland.

## Werdegang
Wolfgang Fratzscher wurde in Leipzig  als Sohn des Angestellten Willy Fratzscher und seiner Ehefrau Gertrud geboren. Er besuchte von 1938 bis 1942 die Grundschule in Leipzig und danach Oberschulen in Leipzig und Grimma (Gymnasium St. Augustin), wo er 1950 sein Abitur ablegte. Anschließend durchlief er eine Facharbeiterausbildung zum Bauschlosser in Leipzig, die er 1951 erfolgreich beendete.
Sein Studium führte ihn 1951 an die Technische Hochschule Dresden, wo er im Maschinenwesen die Fachrichtung Verfahrenstechnik im Jahre 1956 als Diplomingenieur abschloss mit einer von Professor Walther Pauer betreuten Arbeit zum Thema Wärmepumpe für Biogasanlage.
Er begann unmittelbar danach seine Tätigkeit als wissenschaftlicher Assistent am Lehrstuhl für Thermodynamik (Leiter: Norbert Elsner) der Hochschule für Verkehrswesen (HfV) Dresden. Nach Fertigstellung seiner Dissertation im Jahre 1959 zum Thema Die grundsätzliche Bedeutung der Exergie für die Technische Thermodynamik (Gutachter: Norbert Elsner und Hans Faltin) wechselte er bis 1961 als Oberassistent an die Fakultät für Kerntechnik der Technischen Hochschule Dresden (Leiter der Arbeitsgruppe Kernenergetik: Heinz Barwich).
Anschließend war er von 1961 bis 1964 als Abteilungsleiter im Kernkraftwerk Rheinsberg und dem zugehörigen Projektierungsbüro tätig. Seine Aufgaben waren die Vorbereitung der Betriebskontrolle im Kernkraftwerk und die Ausarbeitung der thermodynamischen Grundlagen für ein Berechnungssystem der Zustandsverläufe in den Druckräumen des Kernkraftwerkes im Falle einer Havarie.
Fratzscher war mit der Erzieherin Edeltraut Fratzscher, geb. Kalms verheiratet. Das Ehepaar hatte zwei Töchter und einen Sohn, die eine Ausbildung als Diplomingenieure und als Gymnasiallehrer absolviert haben, und er hatte vier Enkel. Edeltraut Fratzscher ist 1987 verstorben. Wolfgang Fratzscher war in zweiter Ehe mit der Wohnungswirtschaftlerin Renate Fratzscher, geb. Leumuth verheiratet.

## Hochschullehrer an der TH Merseburg
Im Jahr 1964 erfolgte seine Habilitation an der Technischen Universität Dresden zum Thema Der Einfluss von Nichtumkehrbarkeiten – gezeigt am Beispiel des Gasturbinenprozesses (Gutachter: Norbert Elsner und Manfred Oehmichen). Unmittelbar danach wurde er als Hochschuldozent an die Technische Hochschule „Carl Schorlemmer“ Leuna-Merseburg berufen. Im Jahr 1966 wurde er ordentlicher Professor für die Fachgebiete Technische Thermodynamik und Energiewirtschaft an der Fakultät für Verfahrenstechnik und Grundlagenwissenschaften der TH Leuna-Merseburg. Seine Vorlesungen lagen auf diesen Gebieten und an der TU Dresden bis 1969 auf dem Gebiet der Kernenergetik.
1966 wurde Fratzscher zum Direktor des Instituts für Verfahrenstechnik bestellt. Er übte diese Funktion bis zur Auflösung aller Institute im Rahmen der Dritten Hochschulreform von 1968 aus, wie diese zentral für alle Hochschulen und Universitäten vom Ministerium für das Hoch- und Fachschulwesen der DDR (MHF) durchgeführt wurde. In deren Ergebnis erfolgte insbesondere die Gründung von Sektionen, hier die Sektion Verfahrenstechnik mit mehreren Wissenschaftsbereichen (WB), zu denen auch der WB Technische Thermodynamik / Energiewirtschaft unter Leitung von Fratzscher bis 1989 sowie der WB Automatisierungstechnik (Leiter: Georg C. Brack) gehörten. Wissenschaftlich beschäftigte sich die Arbeitsgruppe von Fratzscher mit der Entwicklung der betrieblichen Energiewirtschaft für die Großchemie, vordergründig mit der Versorgung von Wärme und Kälte der Chemieanlagen. In der Grundlagenforschung wurde versucht, die Bedeutung der Technischen Thermodynamik als eine Allgemeine Energielehre durch die Anwendung des Exergiebegriffes aufzuzeigen. In dieser Sektion erfolgte die Ausbildung von Diplomingenieuren in den Fachrichtungen System- und Prozessverfahrenstechnik.
Von 1965 bis 1967 hat Fratzscher die Wahlfunktion als Prodekan der Fakultät Verfahrenstechnik ausgeübt. Anschließend war er bis 1973 Prorektor für wissenschaftliche Arbeit der TH Leuna-Merseburg. Bei dieser Arbeit konnte er sich auf seinen wissenschaftlichen Sekretär Klaus Krug abstützen. In den Jahren 1979 bis 1985 war er Stellvertreter des Sektionsdirektors für Forschung in der Sektion Verfahrenstechnik. In den Jahren 1990 bis 1992 hat er die Funktion als Prorektor für Wissenschaftsentwicklung der TH Merseburg übernommen. Mitglied der Technischen Fakultät und des Senats der TH Leuna-Merseburg war Fratzscher seit 1964 bzw. 1966. 
Von 1978 bis 1988 leitete er die Hochschul-Industrie-Forschungsgruppe (HIFOG) Verfahrenstechnik. Die HIFOG war eine Forschungseinrichtung der chemischen Industrie der DDR, die inhaltlich und institutionell vollständig in die wissenschaftliche Arbeit der Hochschule integriert war und so diese auch beeinflusste. Arbeitsgegenstände waren langfristige Entwicklungsaufgaben der Produktion von Grundchemikalien, wie Kohlenhydrate und Hochpolymere, und auch die Bereitstellung von kleintonnagigen Produkten in sog. Mehrproduktenanlagen.

## Hochschullehrer an der Martin-Luther-Universität Halle-Wittenberg
Anfang 1991 erfolgte die Gründung einer Fakultät für Technikwissenschaften und Mathematik (Dekan: Georg C. Brack) an der TH Leuna-Merseburg. Jedoch wurde die 1954 gegründete Technische Hochschule Leuna-Merseburg (THL-M) im März 1993 aufgehoben. Sie ging mehrheitlich über in die Martin-Luther-Universität Halle-Wittenberg (MLU) als Außenstelle Merseburg und teilweise in die 1992 neu gegründeten Fachhochschule Merseburg (heute Hochschule Merseburg). Dieser Prozess wurde von 1991 bis 1993 durch eine Integrationskommission MLU-THL-M vorbereitet, zu deren Mitgliedern auch Fratzscher gehörte.
1992 wurde Fratzscher als Professor neuen Rechts nach Hochschulerneuerungsgesetz (HEG) bestätigt. Zeitgleich wurde Fratzscher zum Leiter des Institutes für Thermodynamik, Energietechnik und Strömungsmechanik im Fachbereich Verfahrenstechnik der MLU bestellt.
Von 1992 bis 1997 wirkte er als Dekan des neu gegründeten Fachbereiches Verfahrenstechnik der MLU. Im Zeitraum von 1994 bis 1996 war er Prodekan der ebenfalls neu gegründeten Mathematisch-Naturwissenschaftlich-Technischen Fakultät der MLU und von 1996 bis 1997 Dekan dieser Fakultät. Zusätzlich war er von 1996 bis 1998 Beauftragter des Rektors zur Entwicklung der Technikwissenschaften an der MLU. Seit 1993 war Fratzscher Mitglied der Mathematischen-Naturwissenschaftlichen-Technischen Fakultät und des Senats der MLU.

## Wissenschaftliche Aktivitäten
Fratzscher hat die inhaltliche Verantwortung für zahlreiche wissenschaftliche Tagungen übernommen:
- Fachtagung „Energiewirtschaft im Chemiebetrieb“, KDT, jährlich (bis 1988);
- Merseburger Technologische Tage „Energie und Stoffwirtschaft“ (1982);
- Sektion „Niedertemperaturwärme“ bei der XI. Internationalen Konferenz für Industrielle Energiewirtschaft (1984);
- Fachtagung „Wärmeübertragung“, KDT, zweijährlich (bis 1988)
- Merseburger Technologische Tage „Chemie und Umwelt“ 1992
- Symposium „Abfallenergienutzung“ 1999  u. a.

Seine wissenschaftlichen Veröffentlichungen lassen ein breites fachliches Spektrum erkennen und umfassen neben  300 Fachvorträgen auf  in- und ausländischen wissenschaftlichen Tagungen und sonstigen Veranstaltungen (u. a. Gastvorlesungen, Weiterbildungsveranstaltungen u. ä.) mehr als 250 Veröffentlichungen in in- und ausländischen Fachzeitschriften zu Problemen der Thermodynamik, Energiewirtschaft, Kerntechnik und Verfahrenstechnik. Hinzu kommen ca. 100 Buchbesprechungen, vor allem für die Fachzeitschriften „Chemische Technik“, „Energieanwendung“, „Energietechnik“, „Kernenergie“ u. a. Er ist Mitinhaber von 10 Patenten, davon ein UdSSR-Patent.
Fratzscher wirkte als Mitglied des Herausgeberkollektivs für das Lehrwerk „Verfahrenstechnik“ mit ca. 30 Titeln, die teilweise in 3. und 4. Auflage erschienen sind. Er war Mitglied des Herausgeberkollektivs „ABC-Verfahrenstechnik“ (Fachlexikon) sowie Mitglied der Redaktionsausschüsse für die Fachzeitschriften „Chemische Technik“ (1970 bis 1994) und „Energieanwendung“ (1975 bis 1992).
Fratzscher ging im März 1998 in den Ruhestand. In seiner Lehre und Forschung hat er viele neue Ideen entwickelt und seine Mitarbeiter zu einer hohen Leistungsbereitschaft motiviert, wobei er auch gegenüber seinen Professorenkollegen ein Vorbild hinsichtlich Aufrichtigkeit und persönlichem Engagement war.

## Mitgliedschaften und Auszeichnungen (Auswahl)
Fratzscher war langjährig von 1966 bis 1989 Mitglied und stellvertretender Vorsitzender des Wissenschaftlichen Beirats für Verfahrensingenieurwesen des MHF. Zugleich war er von 1973 bis 1989 Verantwortlicher für die Hauptforschungsrichtung (HFR) Verfahrenstechnik im Programm Chemie der Grundlagenforschung von der Akademie der Wissenschaften der DDR (AdW) und den Hochschulen. Hier wurde er auch von 1972 bis 1989 als Mitglied des Wissenschaftlichen Beirates für Energetische Grundlagenforschung beim Präsidium der AdW bestellt (Vorsitzender: Klaus Fuchs). Von 1976 bis 1985 war er Vorsitzender des Fachausschusses „Energiewirtschaft der chemischen Produktion“ in der Kammer der Technik (KDT).
1974 wurde Fratzscher als Korrespondierendes Mitglied der Akademie der Wissenschaften der DDR gewählt, 1979 als Ordentliches Mitglied. Seit 1993 ist er Mitglied der Berlin-Brandenburgischen Akademie der Wissenschaften (BBAW). Seit 2002 ist er Mitglied von acatech, der Deutschen Akademie der Technikwissenschaften.
Seine fachliche Arbeit wurde sehr geschätzt und daher mit Auszeichnungen gewürdigt: u. a. in der DDR mit dem Vaterländischen Verdienstorden in Bronze (VVO) und als Verdienter Techniker des Volkes, später mit der Ehrenmedaille des Vereins Deutscher Ingenieure (VDI).

## Schriften (Auswahl)
- Mitherausgabe: Michail P. Wukalowitsch: Wasserdampftafeln. Erste viersprachige Ausgabe. Verlag Technik, Berlin 1958.
- Redaktionelle und fachliche Bearbeitung (mit selbständigem Anhang zum Exergiebegriff): Michail P. Wukalowitsch: Technische Thermodynamik. Verlag Technik, Berlin 1962.
- mit Felke: Einführung in die Kernenergetik. Deutsche Verlags Gesellschaft, Leipzig 1971, 2. Auflage 1973.
- Mitautor:  Einführung in die Verfahrenstechnik. Deutsche Verlags Gesellschaft, Leipzig 1973, 2. Auflage 1975, 3. Auflage 1979, 4. Auflage 1982, 5. Auflage 1986.
- Energiewirtschaft für Verfahrenstechniker. Deutsche Verlags Gesellschaft, Leipzig 1974, 2. Auflage 1982, 3. Auflage 1989.
- Beitrag: Nutzung des spezifischen Energieverbrauches. In: Ökonomische Materialverwendung. Verlag Die Wirtschaft, Berlin 1976.
- mit Peter Picht: Stoffdaten und Kennwerte der Verfahrenstechnik. Deutsche Verlags Gesellschaft, Leipzig 1979, 2. Auflage 1984, 3. Auflage 1987, 4. Auflage 1993, ungarische Ausgabe 1982.
- Begriffe zur allgemeinen Verfahrenstechnik, Technologie und Energietechnik. In: ABC-Verfahrenstechnik. Deutsche Verlags Gesellschaft, Leipzig 1979, Lizenz: SNTL, Praha 1990.
- mit Fonyo Szolcsanyi: Energetische Analyse thermischer Stofftrennprozesse. Deutsche Verlags Gesellschaft, Leipzig 1980, Lizenz: SNTL, Praha 1987.
- Exergetische Analyse chemisch-technologischer Prozesse (bulgarisch). Burgas 1984.
- mit Brodjanskij und Michalek:  Exergie – Theorie und Anwendungen. Deutsche Verlags Gesellschaft, Leipzig 1986, deutsche Ausgabe. Energoatomistdat, Moskau 1987, russische Ausgabe.
- Mitautor: Übungen zur Technischen Thermodynamik. Deutsche Verlags Gesellschaft, Leipzig 1984, 2. Auflage 1987.
- Hrsg. mit Karl Stephan: Strategien zur Abfallenergieverwertung. Wiesbaden 2000. E-Book beim Springer-Verlag, 2014.